# Ramón Mercader
Ramón Mercader Ramón Mercader del Río (katalánul: Jaume Ramon Mercader del Río) (Barcelona, 1913. február 7. – Havanna, 1978. október 18.) katalán származású spanyol kommunista, a sztálini szovjet belügyi népbiztosság, az NKVD ügynöke, aki Trockij gyilkosaként vált ismertté.

## Fiatalkora
Fiatal éveiben harcolt a spanyol polgárháborúban, és kommunista érzelmű anyja szeretőjének, Leonyid Eitingtonnak köszönhetően eljutott Moszkvába, ahol az NKVD pénzelte. Olykor tíznél is több útlevele volt (többek közt belga, kanadai, francia és iráni), és hamis néven, hamis iratokkal élt és dolgozott a szovjet titkosszolgálatnak. Fiatal kora óta lelkesen tanult oroszul, mivel nagyon tetszett neki a szovjet rendszer és Sztálin politikája.

## Merénylet Trockij ellen

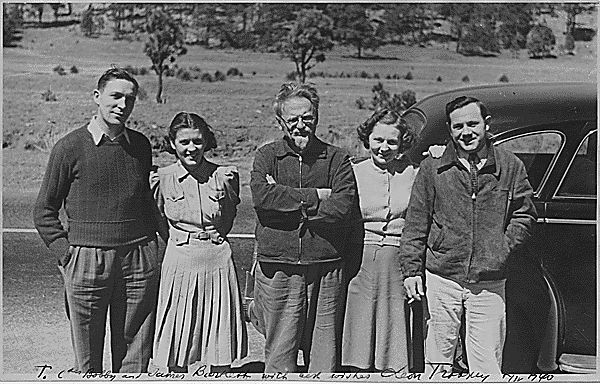
Trockij (középen) Mexikóban 1940-ben

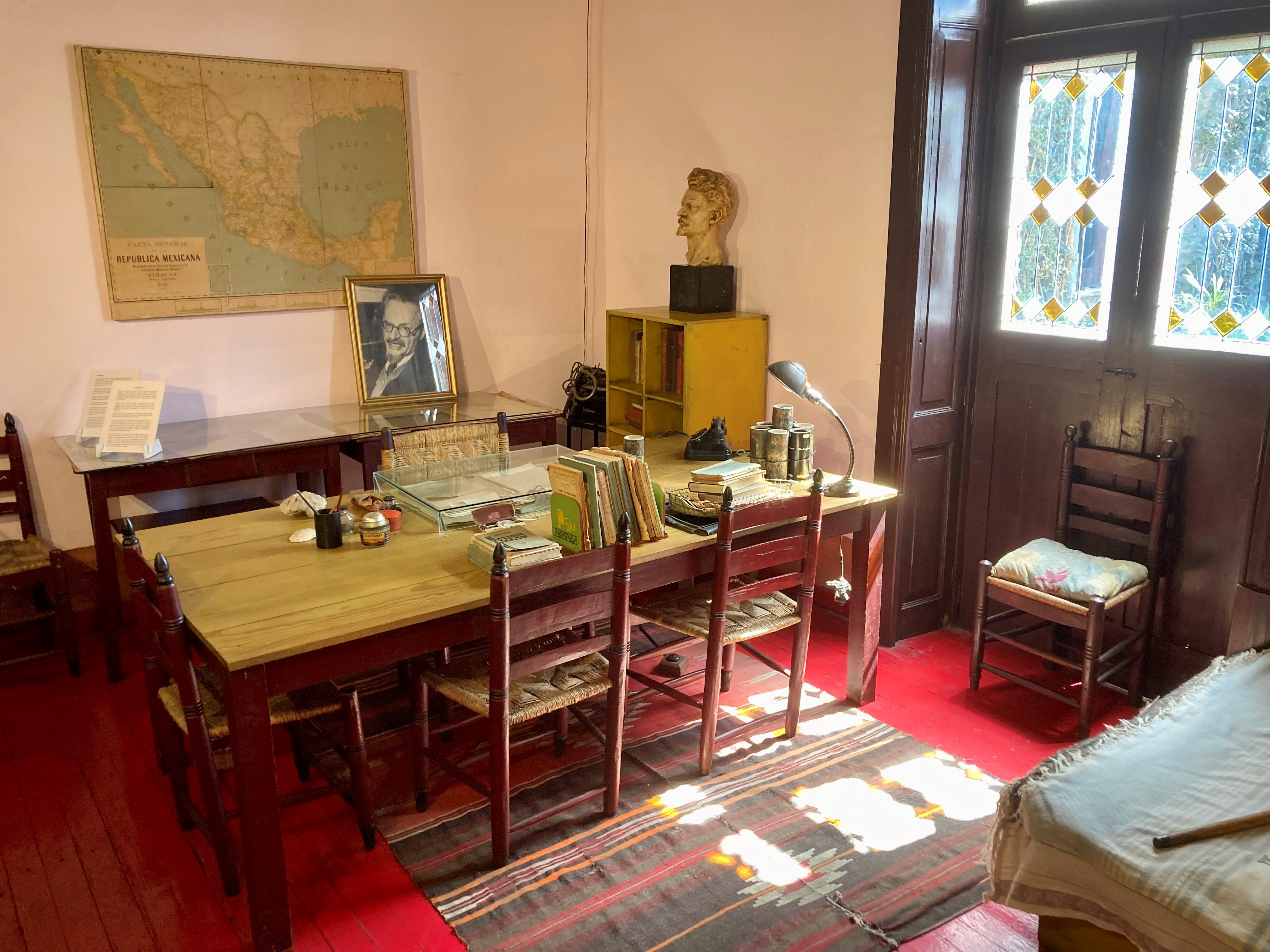
Trockij dolgozószobája, a gyilkosság helyszíne

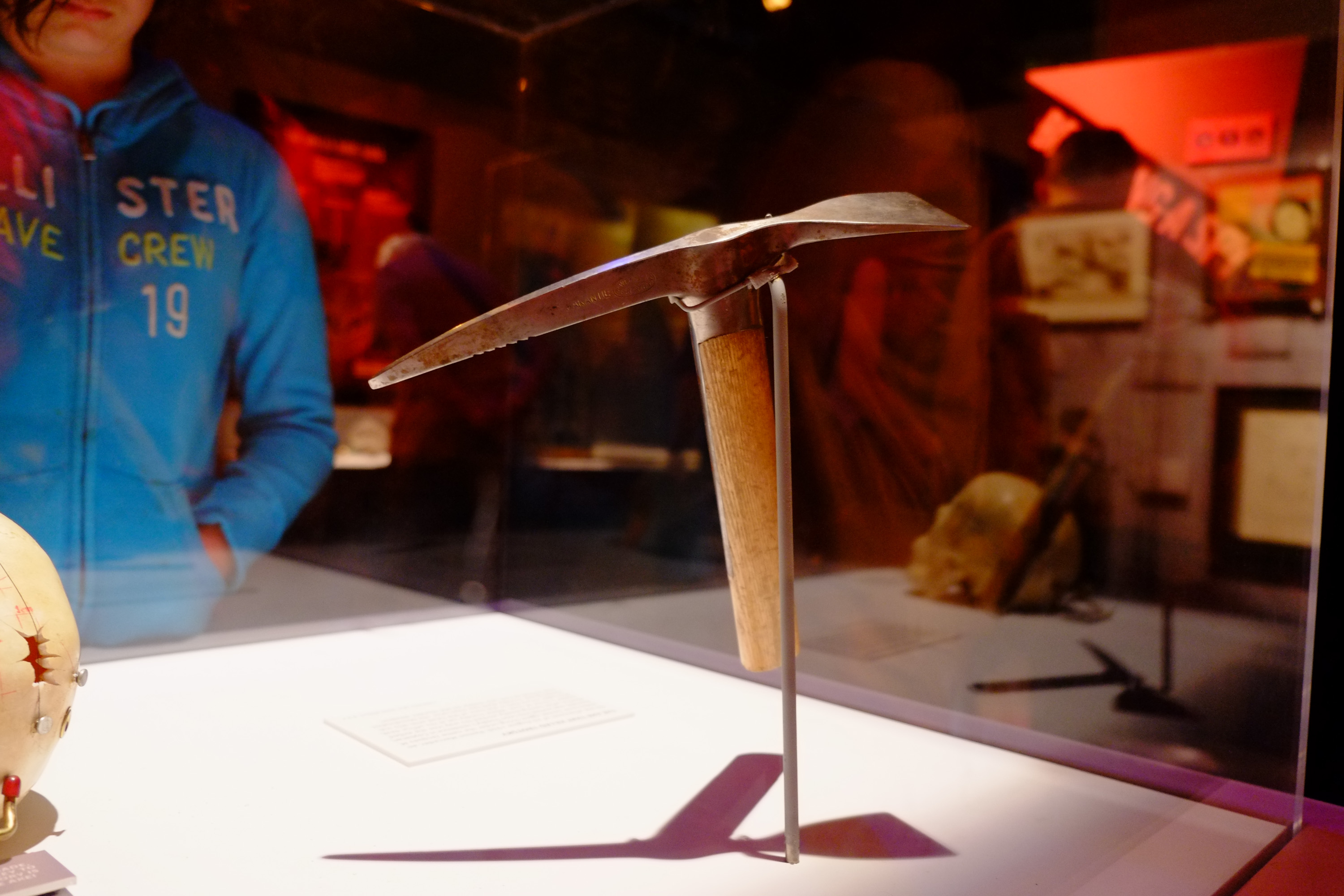
A gyilkos eszköz egy 2013-as kiállításon

A Szovjetunióban az 1920-as években Lev Davidovics Trockij terve a világforradalom volt, amely azonban ellentétes volt Sztálin elképzelésével, a szovjet államszocializmus létrehozásával. Az ellentét végül 1929-ben Trockijnak a kommunista pártból való kizárásához vezetett, ami után „szovjetellenes tevékenység” miatt a kazahsztáni Alma-Atába száműzték, majd az ország elhagyására kényszerült. Először Törökországba, 1933-ban Franciaországba, majd Norvégiába menekült. Trockij 1937 januárjában érkezett Mexikóba, ahol menedékjogot kapott a festő Diego Rivera közbenjárására, miután Norvégia kiutasította a Sztálin meggyilkolására szőtt összeesküvés vádja nyomán keletkezett felzúdulás hatására. Az NKVD egyik tisztje, bizonyos Leonyid Eitingon kapta a feladatot Trockij megölésére, aki a gyilkosság végrehajtásával először David Alfaro Siqueiros mexikói festőművészt, spanyol polgárháborús veteránt bízta meg. Siqueiros 1940. május 23-án egy osztag élén megtámadta a villát, ahol Trockij lakott, és egy bombát akart felrobbantani, ami azonban csütörtököt mondott. Trockij csak könnyebben sebesült meg a lábán. Siqueirost letartóztatták, de óvadék ellenében szabadult és Pablo Neruda meghívására Chilébe távozott.
Eitingon választása a feladat végrehajtására ezután esett Ramón Mercaderre, aki bizonytalan személyazonosságú, több nevet is használó fiatalember volt. Anyja, Caridad Mercader egy kommunista érzelmű spanyol asszony volt, aki a spanyol polgárháború idején Eitingonnal folytatott szerelmi viszonyt. Ramón Mercader később is az NKVD szeme előtt volt, mivel trockista összejöveteleken vett részt. Egy ilyen trockista csoportban ismerkedett meg Párizsban Sylvia Ageloffal, aki később New Yorkban dolgozott szociális munkásként és jó barátságban volt Trockij feleségével.
1940 nyarán Mercader – akit az FBI már „Van Dendresched” illetve Jacques Monard van den Dreschd” néven ismert – újraélesztette viszonyát Sylvia Ageloffal. (Az NKVD szisztematikusan összegyűjtötte a spanyol polgárháborúban, a nemzetközi brigádokban harcoló és elesett forradalmárok útleveleit, melyeket később az ügynökei felhasználtak.) A pár Mexikóba utazott, és Sylvia önkéntes titkárnőként Trockij mellett kezdett dolgozni. Trockij bizalmának megnyerése után Sylvia bemutatta Mercadert Trockijnak és a villa őreinek. Mercader megkérte Trockijt, hogy nézze át egyik írását, ezért 1940. augusztus 20-ára találkozót beszéltek meg. A találkozóra Mercader a kabátbélésébe varrt tőrrel, a lapockáján függő 45-ös pisztollyal és az esőkabátjába rejtett jégcsákánnyal érkezett. Az első adódó alkalommal a jégcsákánnyal sújtott Trockijra, aki felordított, mire a felesége befutott a szobába és dulakodni kezdett Mercaderrel. 
Trockij villájának közelében négy autó is várakozott a merénylőre – az egyikben ott ült Leonyid Eitington és Caridad Mercader – de miután meghallották, hogy odabent riadót fújnak, egyik sem várta meg Mercadert, hanem sietve elhajtottak.
Trockij 1940. augusztus 21-én meghalt, a halála előtt az FBI egyik ügynöke, a mexikóvárosi amerikai nagykövetség diplomatája még beszélni tudott vele.
A kihallgatásokon Mercader azzal magyarázta tettét, hogy Trockij ellenezte a közte és Sylvia Ageloff közti szerelmi viszonyt, mi több, maga is szemet vetett Sylviára, ám a nő ezt nem támasztotta alá. Mercadert végül 20 év börtönre ítélték. Még a börtönévek alatt egy amerikai könyvkiadó azzal az ajánlattal kereste meg, hogy hajlandóak neki 100 ezer dollárt fizetni, ha megírja az egész merénylet hátterét, fényt derítve a szereplőkre és az összeesküvés részleteire, ám Mercader, félve Sztálin haragjától, ezt nem vállalta.

## A merénylet után
Az NKVD – amint a megfejtett utasításokból később kiderült – az 1940-es években terveket szőtt Mercader kiszabadítására, de ezek nem valósultak meg. Ramón Mercader majdnem teljesen kitöltötte a büntetését. Pontosan a merénylet 20. évfordulóján, 1960. augusztus 20-án szabadult. Ezután hamarosan Moszkvába utazott, ahol anyja jelenlétében a Szovjetunió Hőse kitüntetést vehette át, ami mellé egy aranyórát is kapott ajándékba. Ramón Mercader 1978-ban, Havannában halt meg rákban. Utolsó szavai állítólag ezek voltak: „Mindig hallom a hangját. Hallom a sikolyt. Tudom, hogy vár rám a másik parton.”
A szovjet titkosszolgálat Ramón Mercader személyével és tettével bebizonyította, hogy a világon bárhol képes politikai gyilkosságot végrehajtani, a keze messzire elér.

## Szépirodalmi feldolgozás
- Jorge Semprun: Ramón Mercader második halála; ford. Szabolcs Katalin; Európa, Bp., 1990